# Icelandair
Icelandair — исландская авиакомпания, флагманский авиаперевозчик страны. Штаб-квартира располагается в Кеблавике. Компания выполняет рейсы по обе стороны Атлантического океана из своего хаба в международном аэропорту Кеблавик. Географическое положение Исландии позволяет выполнять удобные трансатлантические перелёты с удобной одной стыковкой, такие рейсы являются основой бизнес-стратегии авиакомпании, наряду с перевозками в страну и из неё.

## История

### Flugfélag Íslands
Годом основания Icelandair можно считать 1937 год, когда в Акюрейри, на северном побережье острова, была основана авиакомпания Flugfélag Akureyrar. Полёты начались в 1938 году всего на одном гидросамолёте Waco YKS-7. В 1939 году авиакомпания приостановила деятельность, после того, как этот самолёт потерпел аварию. Компания переехала в Рейкьявик, где приобрела ещё один самолёт Waco и вновь запустила рейсы в 1940 году под названием Flugfélag Íslands, что переводится как Flight Company of Iceland. Ранее в стране существовали две несвязанные между собой авиакомпании с тем же названием (с 1919 по 1920 год и между 1928 и 1931 годами). Для международных маршрутов было принято название Iceland Airways.
С 1940-х годов флот компании расширялся, в 1942 году поступил Beechcraft Model 18, а в 1944 году два самолёта de Havilland Dragon Rapide  и Consolidated PBY Catalina, последний был первым самолётом, зарегистрированным в Исландии и доставлен на остров исландским экипажем из Северной Америки. 11 июля 1945 года это судно, с четырьмя пассажирами на борту и четырьмя членами экипажа, совершило первый коммерческий рейс над Атлантическим океаном из Рейкьявика в Ларгс, Шотландия. Регулярные рейсы в аэропорт Престуик, Шотландия и Копенгаген, Дания с использованием самолётов Consolidated B-24 Liberator, арендованных у Scottish Airlines, были запущены в 1946 году.

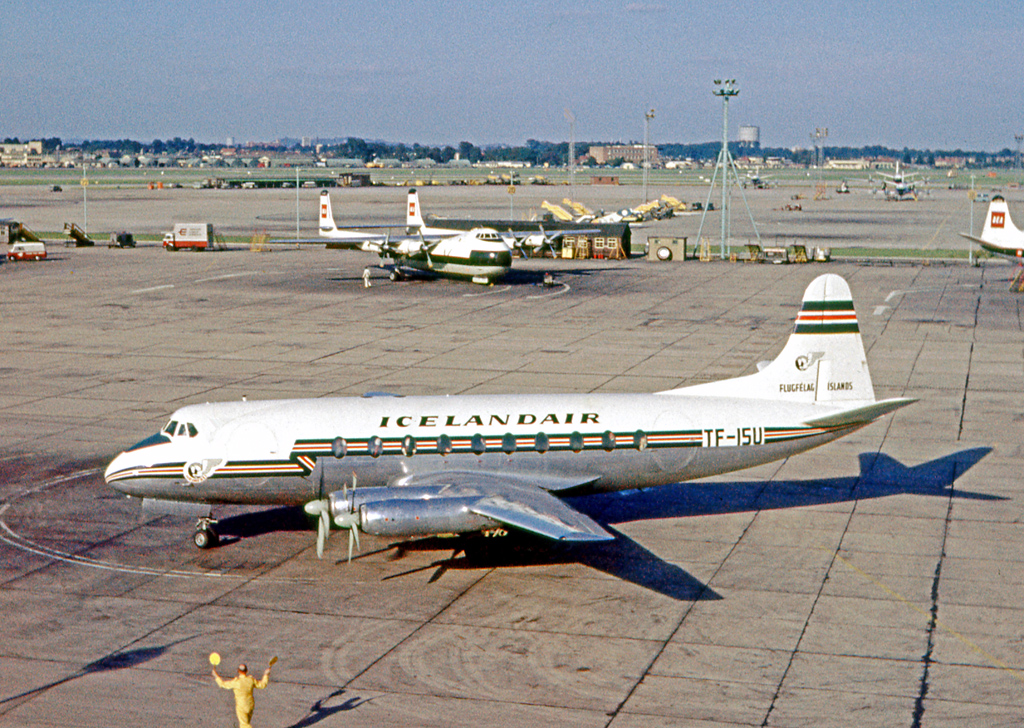
Vickers Viscount авиакомпании Icelandair

В том же году было приобретено шесть лайнеров Douglas DC-3, которые оставались в парке авиакомпании до 1972 года, а самый старый из них продолжал летать до 2011 года. До конца 1960-х годов авиакомпания Flugfélag концентрировалась, в основном, на внутренних рейсах, где столкнулась с жёсткой конкуренцией со стороны другой авиакомпании Loftleiðir, которая была основана в 1944 году . Когда предложение исландского правительства о слиянии было отклонено обеими авиакомпаниями, внутренние маршруты были разделены между ними в качестве меры по ослаблению конкуренции. Когда компания Loftleiðir сосредоточилась на международных рейсах, в 1952 году, Flugfélag стала основным внутренним авиаперевозчиком страны, хотя также выполняла некоторые международные рейсы.
В 1948 году на международных маршрутах начал использоваться самолёт Douglas C-54 Skymaster. В 1957 году были приобретены два новых Vickers 759 Viscounts, первые турбовинтовые авиалайнеры, которые эксплуатировались исландской авиакомпанией. В 1950-х годах Flugfélag начал использовать бренд Icelandair на своих международных рейсах.
В 1967 году компания Flugfélag стала первой исландской авиакомпанией, начавшей использовать реактивные самолёты, когда был введён в эксплуатацию Boeing 727-100, получивший название Gullfaxi. В 1971 году был приобретён ещё один такой самолёт. В дальнейшем, этот тип самолёта эксплуатировался до 1990 года. В 2008 году кабина самолёта Gullfaxi была выставлена в музее авиации Акюрейри.

### Loftleiðir
Ещё одна исландская авиакомпания под названием Loftleiðir, в переводе Skyways, была создана в 1944 году тремя молодыми пилотами, вернувшимися с лётной подготовки в Канаде. Их компания, в течение первых нескольких лет, была сосредоточена на внутренних перевозках. Первыми самолётами были два Stinson Reliants, а затем самолёт-амфибия Grumman Goose. В 1947 году компания начала выполнять международные рейсы.

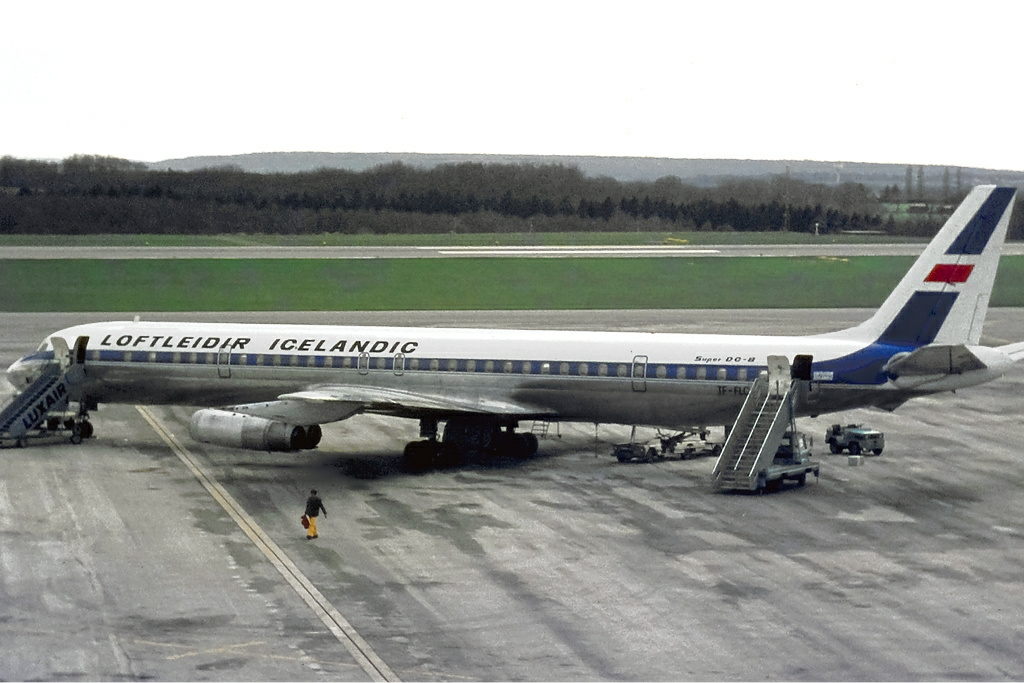
Самолёт Douglas DC-8 авиакомпании Loftleiðir

В 1952 году исландские власти, обеспокоившись что жёсткая конкуренция между собой погубит обе авиакомпании, попытались добиться их слияния. После обоюдного отказа власти разделили внутренние маршруты между двумя авиакомпаниями. В результате Loftleiðir полностью прекратили внутренние полёты в Исландии, сосредоточившись на международных рейсах. В 1953 году компания первой предложила авиаперевозки через атлантический океан по низким тарифам, таким образом, Loftleiðir можно считать своего рода предшественником низкобюджетных перевозчиков, так называемых лоукостеров, которые начали работать с 1970-х годов. Эта модель сделала авиакомпанию достаточно популярной для путешествий между Европой и Северной Америкой.
В 1969 году компания приобрела International Air Bahama, небольшую авиакомпанию, выполняющую трансатлантический прямой рейс из Нассау, Багамские острова в Люксембург на реактивном самолёте Douglas DC-8. А год спустя Loftleiðir стал одним из основателей грузовой авиакомпании Cargolux. Также в 1970 году, компанией были приобретены два самолёта Douglas DC-8.
В те годы Loftleiðir, даже собственным персоналом из-за проблем с пунктуальностью, часто называлась "авиакомпанией хиппи" или "хиппи экспресс". Полёты с этой компанией стали своего рода обрядом для молодых хиппи из Америки, путешествующих в Европу, одним из таких пассажиров был будущий президент США Билл Клинтон.

### Слияние с Loftleiðir
Во время энергетического кризиса 1970-х годов, экономическая ситуация для обеих авиакомпаний ухудшилась. Правительство Исландии предприняло новую попытку слияния двух компаний. Это было реализовано в 1973 году после длительных и непростых переговоров. Сотрудники Loftleiðir жаловались, что компания Flugfélag, несмотря на то, что она меньше, заняла главенствующее положение после слияния. Созданная холдинговая компания Flugleiðir, в состав которой вошли обе компании, оптимизировала деятельность и штатный состав сотрудников. Во время слияния две трети пассажирских перевозок осуществлялись за счёт международных трансатлантических рейсов на самолётах Douglas DC-3s и Boeing 727s, позднее на эти маршруты были добавлены Douglas DC-8s из парка Loftleiðir. В 1979 году, после покупки всех активов  Loftleiðir, авиакомпания была переименована в Icelandair.

### После слияния

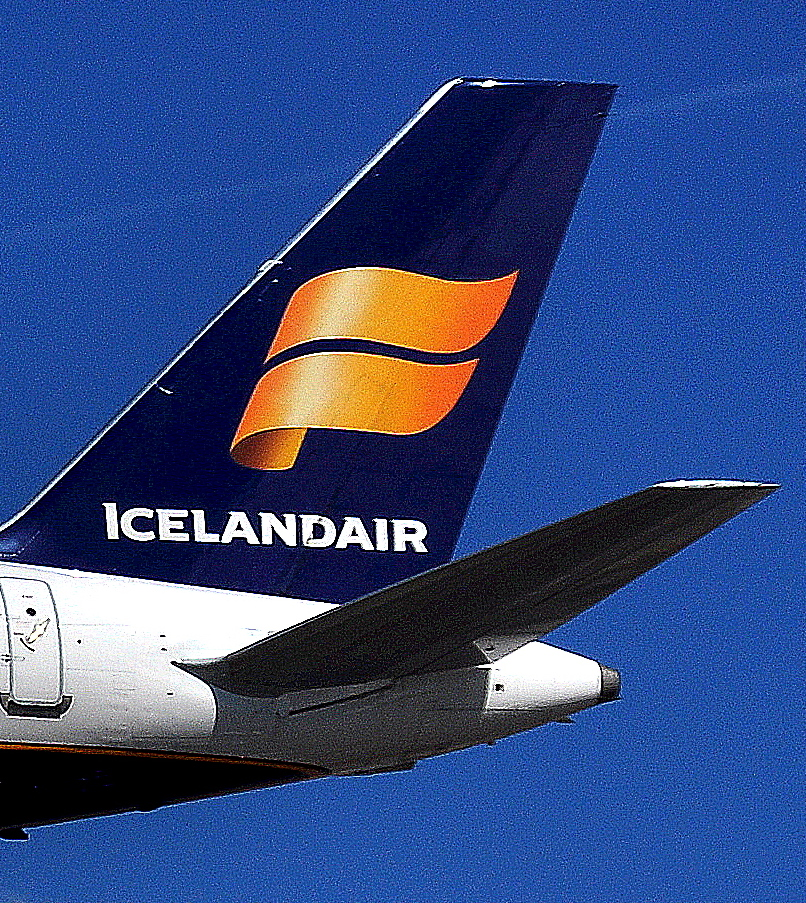
Самолёт Boeing 757-200 Icelandair

Парк самолётов Icelandair оставался практически неизменным до тех пор, пока Boeing 757-200 не стал основным самолётом для трансатлантических полётов в 1990-х годах. Самолёты для внутренних рейсов Fokker F27 были заменены на Fokker 50, Boeing 737 стали использоваться для европейских направлений. Европейский хаб авиакомпании, оставшийся со времён Loftleiðir в аэропорту Люксембурга был закрыт к 1999 году в пользу сегодняшней децентрализованной европейской сети, связывающей крупнейшие города прямыми перелётами с Рейкьявиком. Количество пассажиров превысило один миллион в 1997 году, бизнес авиакомпании вырос на репутации "backpacker airline" (авиакомпания для самостоятельных путешественников), похожей на предшественника Icelandair, Loftleiðir, которую, с конца 1960-х годов, называли "авиакомпанией хиппи".
В 1997 году часть внутренних рейсов компании выполнялись под брендом Flugfélag Nordurlands, после объединения с небольшим перевозчиком Nordurflug была сформирована дочерняя авиакомпания Air Iceland Connect, это позволило основной компании Icelandair сосредоточиться на международных маршрутах. 20 ноября 1999 года была введена новая ливрея самолётов в рамках имиджевой кампании, так как авиакомпания хотела позиционироваться как авиакомпания для деловых полётов. С 2001 года хаб Icelandair был перемещён в Международный аэропорт Кеблавик. Поскольку значительную долю перевозок авиакомпании занимают рейсы в Северную Америку, её деятельность существенно пострадала после закрытия воздушного пространства США после терактов 11 сентября 2001 года.
В период с 2002 по 2005 года холдинг Flugleiðir был реорганизован в Icelandair Group для авиационного бизнеса и FL Group для инвестиционного и других видов деятельности, при этом Icelandair стала крупнейшей и наиболее важной из одиннадцати дочерних компаний. Департамент лизинга и чартерных перевозок, который был основан в 2003 году, был назван Loftleiðir Icelandic.

## Деятельность с 2010 года

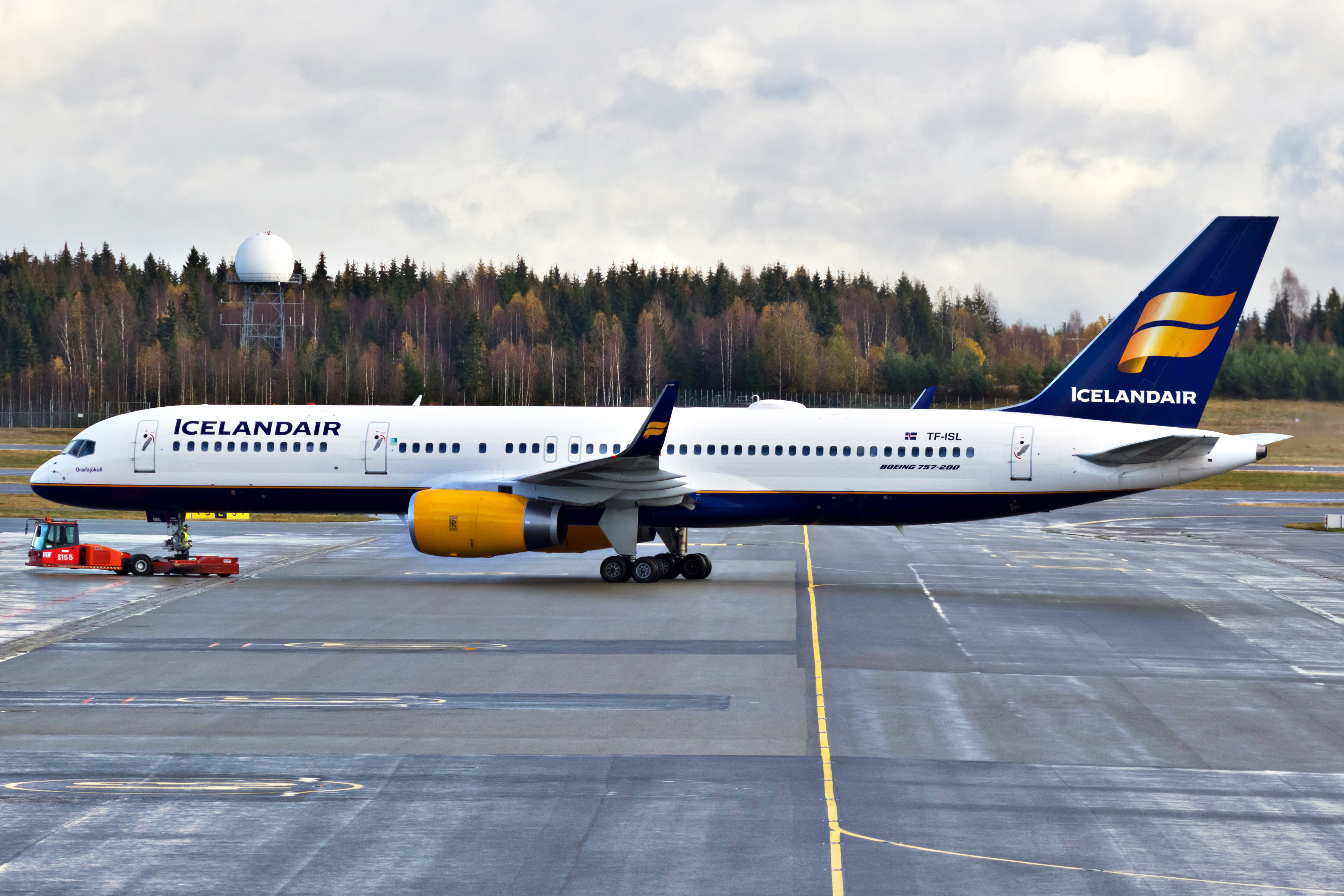
Boeing 757 Icelandair в аэропорту Осло

Как и большинство исландских компаний, Icelandair сильно пострадали от финансового кризиса 2008 года в стране. Компания быстро восстанавливала свои обычную деятельность, но в 2010 году вмешался природный фактор. Ограничения воздушного движения после извержения вулкана Эйяфьядлайекюдль привели к закрытию значительной части европейского воздушного пространства. Срыв авиаперелётов совпал с началом важного для компании летнего сезона.  В тот период, трижды в день в штаб-квартире авиакомпании проводились антикризисные встречи. Icelandair старались выполнять как можно больше пассажирских рейсов, сохраняя свой хаб в Кеблавике открытым и перенаправляя европейские рейсы в аэропорты, которые всё ещё были открыты. Окончательное закрытие аэропорта Кеблавик из-за облака вулканического пепла совпало с улучшением ситуации в Европе, что позволило Icelandair переместить свою штаб-квартиру с 200 сотрудниками в Глазго и выполнять рейсы оттуда в течение десяти дней и далее рейсами до исландского аэропорта Акюрейри и круглосуточными автобусным сообщением с Рейкьявиком.
После окончания извержения вулкана правительство запустило кампанию "Inspired by Iceland" (воодушевляющая Исландия) по восстановлению доверия к путешествиям в страну для туристов и деловых людей. Авиакомпания Icelandair была инициатором и ведущим участником этой кампании.
В 2011 году, во время извержения вулкана Гримсветн, Icelandair вновь пришлось решать проблемы, связанные с закрытием воздушного пространства в Европе, хотя на этот раз в меньшей степени из-за более высокого уровня готовности. Еженедельный журнал The Economist утверждал, что Icelandair может даже использовать фактор природных катастроф для привлечения туристов.
В феврале 2011 года Icelandair была выбрана компанией знаний года, а генеральный директор (CEO) авиакомпании Биркир Холм Гуднасон был назван человеком года в исландском бизнес-сообществе. В обеих категориях судейская коллегия ассоциации экономистов и бизнеса Исландии отметила, что прекрасные результаты работы компании в прошлом году показали высокую степень квалификации и специальных знаний внутри компании, а также отличное лидерство. В октябре того же года маркетинговая ассоциация Исландии присвоила авиакомпании звание "Маркетинговая фирма года" в Исландии.

### Развитие маршрутной сети

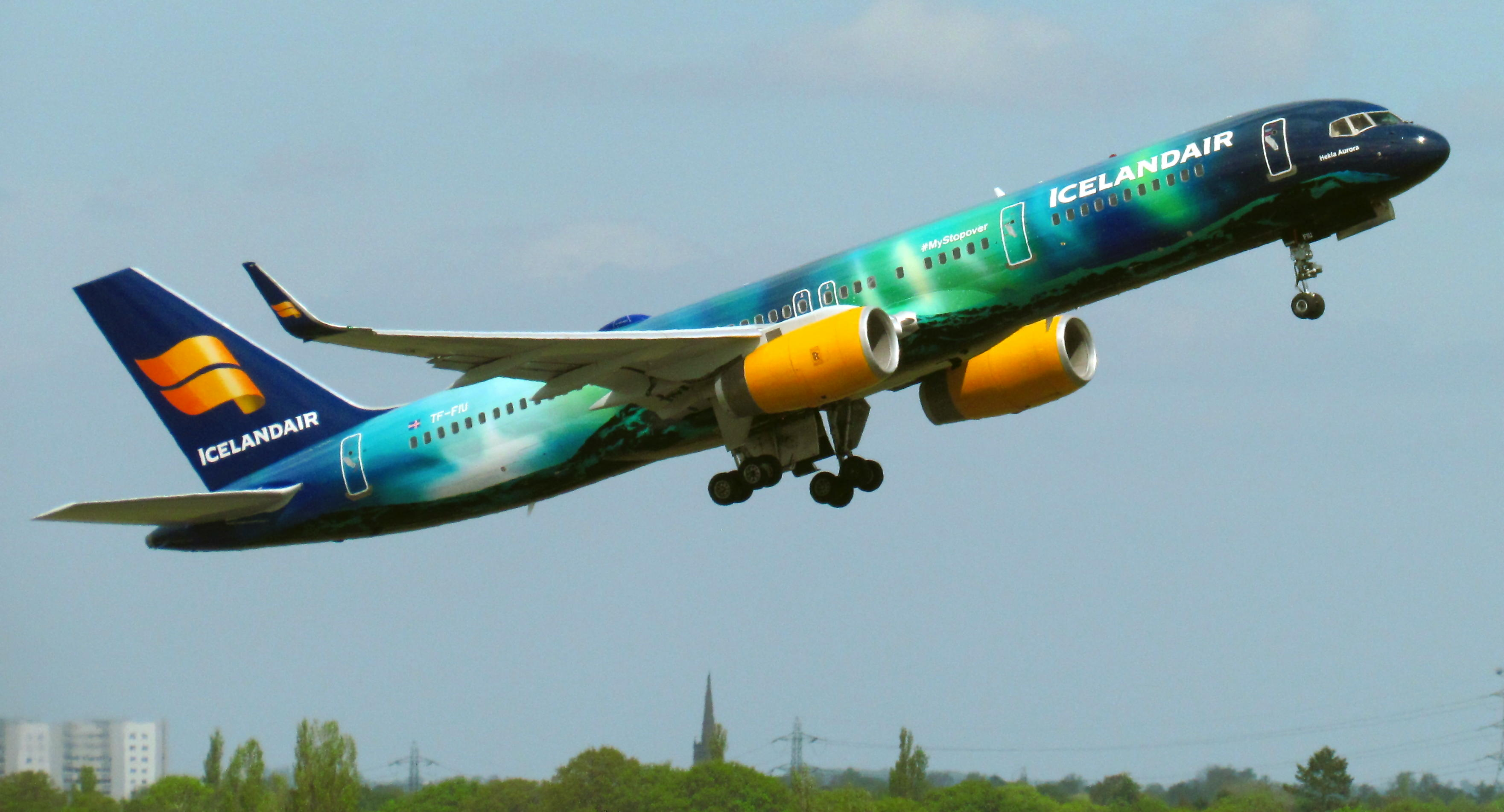
Boeing 757 Hekla Aurora

После запуска регулярных рейсов в Вашингтон в 2011 году, в Денвер (2012 год), а также в Анкоридж (2013 год), общее количество городов США, обслуживаемых авиакомпанией выросло до восьми, ещё Бостон, Миннеаполис, Нью-Йорк, Орландо и Сиэтл. Также в 2012 году Icelandair возобновила внутренние рейсы за счёт своей дочерней авиакомпании Air Iceland Connect из своего хаба Кеблавик в Акюрейри.
Новыми направлениями в 2014 году стали канадские Эдмонтон и Ванкувер, а также Женева. Полёты в Ванкувер выполнялись дважды в неделю с 13 мая 2014 года и продолжались до октября того же года. Круглогодичный рейсы в Эдмонтон начались 4 марта 2014 года, с частотой пять раз в неделю. Направление в Женеву открылось 24 мая 2014 года, дважды в неделю до сентября.

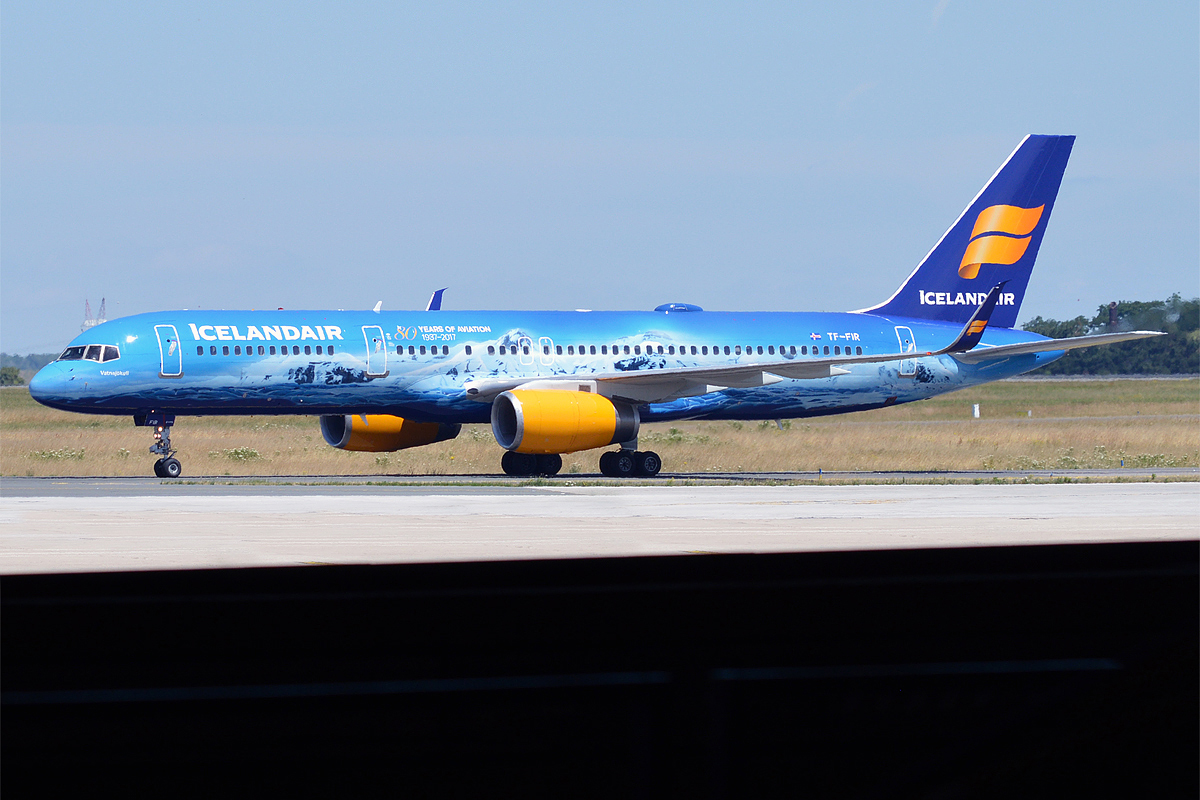
Boeing 757-200 Vatnajökull авиакомпании Icelandair.

9 декабря 2014 года Icelandair представила самолёт Boeing 757-200 (регистрация TF-FIU) в необычной ливрее, названный Hekla Aurora. Самолёт официально введён в эксплуатацию в феврале 2015 года в рамках кампании #MyStopover. Экстерьер самолёта расписан вручную командой высококвалифицированных художников-аэрографов из Великобритании, на нём изображена исландская зима и северное сияние. Освещение внутри самолёта повторяет тему северного сияния. Воздушное судно используется на всех маршрутах авиакомпании.
5 февраля 2015 года Бирмингем стал пятым британским городом в маршрутной сети Icelandair и 39-м в целом, рейсы выполняются дважды в неделю, по понедельникам и четвергам. 19 мая 2015 года авиакомпания запустила регулярные рейсы в Портленд, штат Орегон, США, это 14-е направление в Северную Америку. Рейсы выполнялись два раза в неделю, по вторникам и четвергам, до 20 октября. 16 марта 2016 года был открыт новый круглогодичный маршрут в международный аэропорт Чикаго О'Хара, США, рейсы выполняются четыре раза в неделю.
В марте 2016 года глобальная сеть полётов авиакомпании была расширена, Абердин стал вторым шотландским пунктом назначения. Рейсы выполняются четыре раза в неделю дочерней авиакомпанией Air Iceland Connect.
Регулярные рейсы в аэропорт Париж/Орли начались  29 марта 2016 года. Направление в Монреаль открылось 26 мая 2016 года.
В 2017 году открыты два новых маршрута в США, в мае в Филадельфию, а в сентябре в Тампу.
В мае 2017 года Icelandair на самолёте Boeing 757-200 (регистрация TF-FIR) представила специальную ливрею в ледниковой тематике, самолёт был назван Vatnajökull в честь крупнейшего ледника Европы. Специальная ливрея была создана в честь 80-летия авиакомпании.
16 мая 2018 года начали выполняться рейсы в Кливленд, США.
Начиная с 1960-х годов, Icelandair предоставляет пассажирам, путешествующим трансатлантическими рейсами между Северной Америкой и Европой, возможность остановиться в Исландии на срок до семи дней без дополнительной оплаты. В связи с этим, компания запустила новую инициативу в социальных сетях в 2014 году с хештегом #MyStopover.
В августе 2017 года правительство Кабо-Верде подписало соглашение с Loftleidir Icelandic, частью Icelandair Group, о поглощении авиакомпании TACV компанией Icelandair. Новые административные планы включают в себя прекращение деятельности хаба в международном аэропорту Прайя и перенос всех операций авиакомпании в Международный аэропорт имени Амилкара Кабрала на острове Сал для выполнения рейсов в Америку, Европу и Африку. 5 ноября 2017 года Icelandair передала первый Boeing 757-200 авиакомпании TACV для уже существующих маршрутов, ежедневных рейсов в Лиссабон, Форталезу и Ресифи.

## Обслуживание на борту

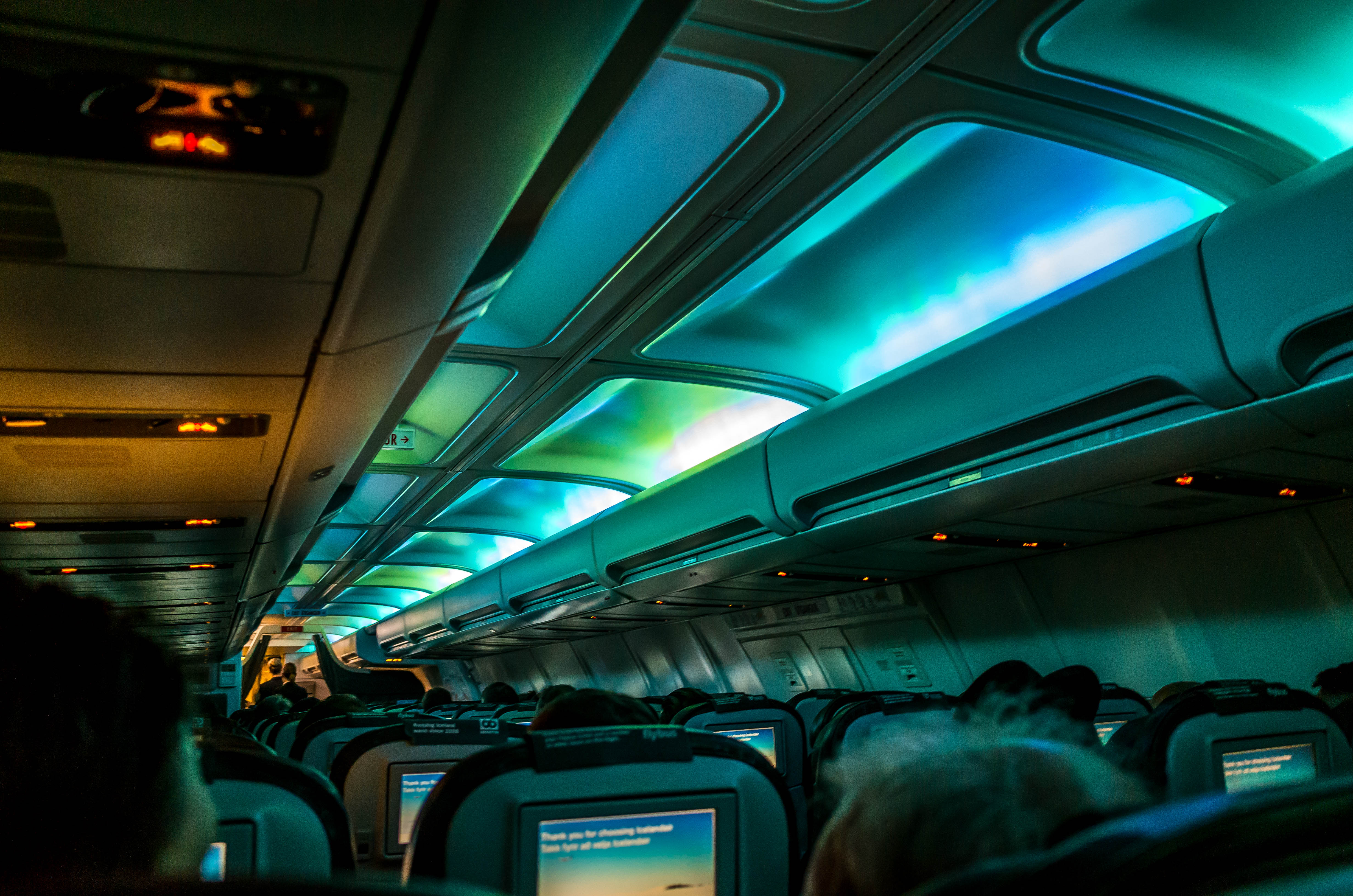
Освещение northern lights на борту самолёта Icelandair

Icelandair предлагает три класса обслуживания: эконом, эконом-комфорт и класс Сага (последний эквивалентен бизнес-классу). Бесплатное питание предоставляется только в классах эконом-комфорт и Сага, а пассажиры экономкласса могут оплатить питание на борту. В марте 2018 года авиакомпания объявила о том, что эконом-комфорт класс будет закрыт.
Все самолёты Icelandair оснащены бесплатной развлекательной системой AVOD in-flight с сенсорными мониторами в спинках сидений для каждого пассажира. Авиакомпания утверждает, что их сервис хорошо адаптирован для детей. Почти весь флот авиакомпании оснащён Wi-Fi на борту, интернет предоставляется провайдерами Row 44 и Zodiac Inflight Innovations. Специальный сервис предлагается для путешествующих с домашними животными, молодых путешественников и детей,, для незрячих людей использующих собак-поводырей, беременных женщин, маломобильных пассажиров.
Бортовой журнал авиакомпании Icelandair Info печатается четыре раза в год на исландском и английском языках. Впервые он был опубликован в 2008 году и включает также каталог магазина на борту Saga Shop. Программа часто летающих пассажиров авиакомпании называется Saga Club.
1 апреля 2013 года исландская группа Sigur Rós, за два месяца до релиза, дебютировала свой новый альбом Valtari эксклюзивно на борту самолёта Icelandair. Biophilia, альбом Бьорк 2011 года, также впервые прозвучал на самолётах авиакомпании.

## Пункты назначения

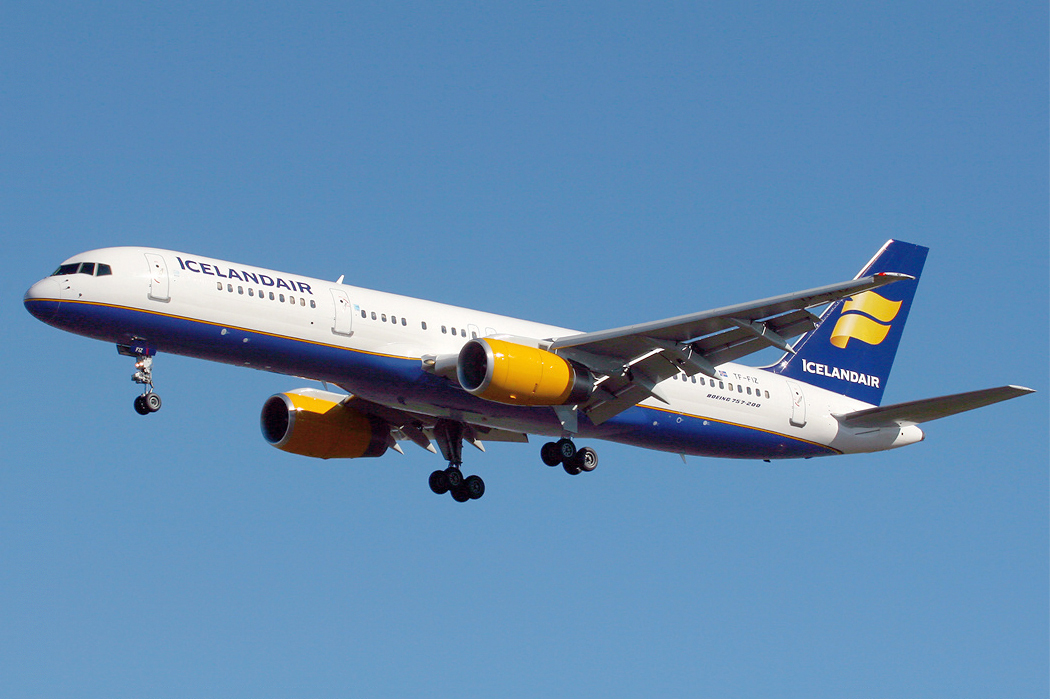
Icelandair Boeing 757-256

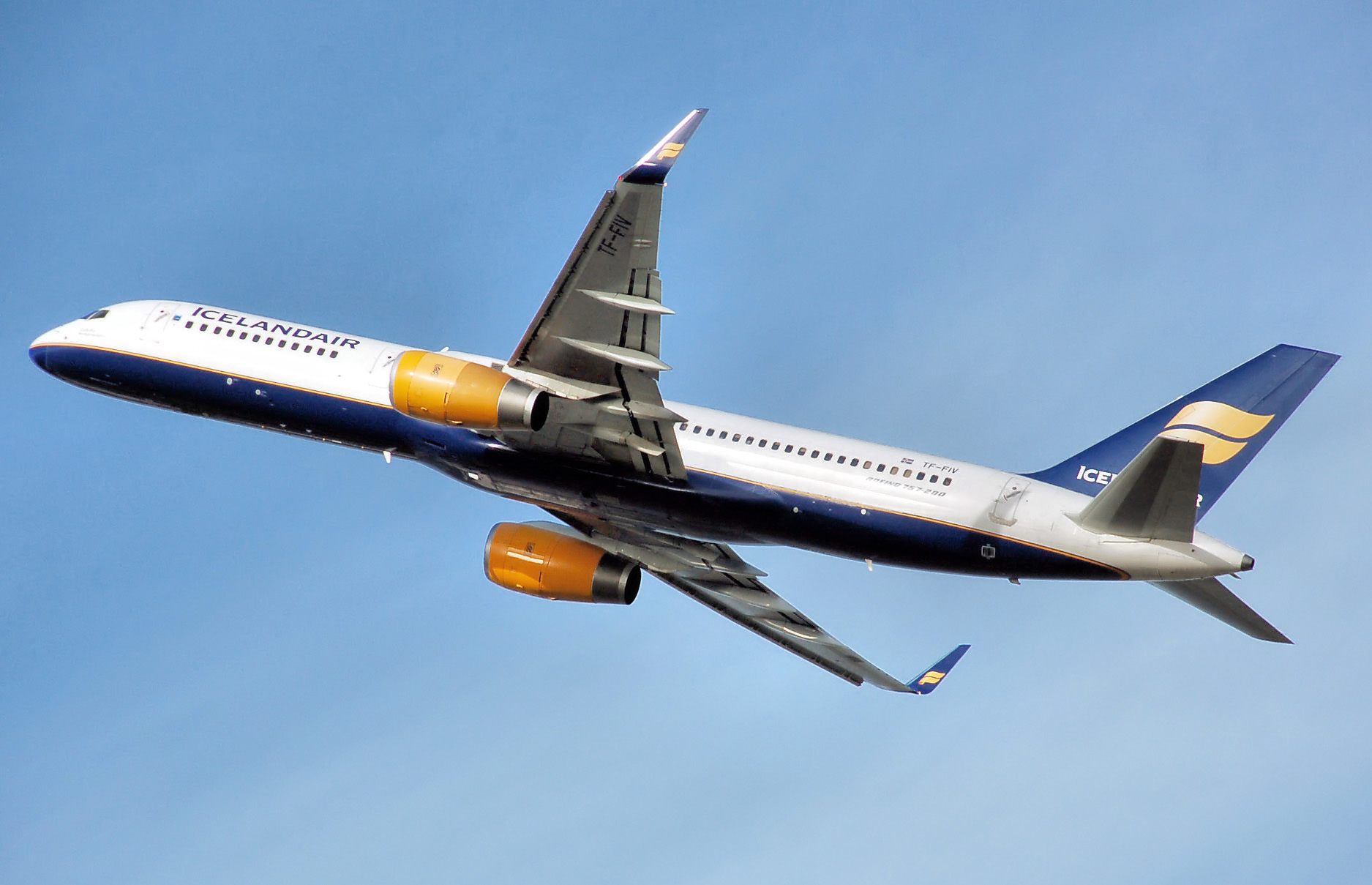
Icelandair Boeing 757-256

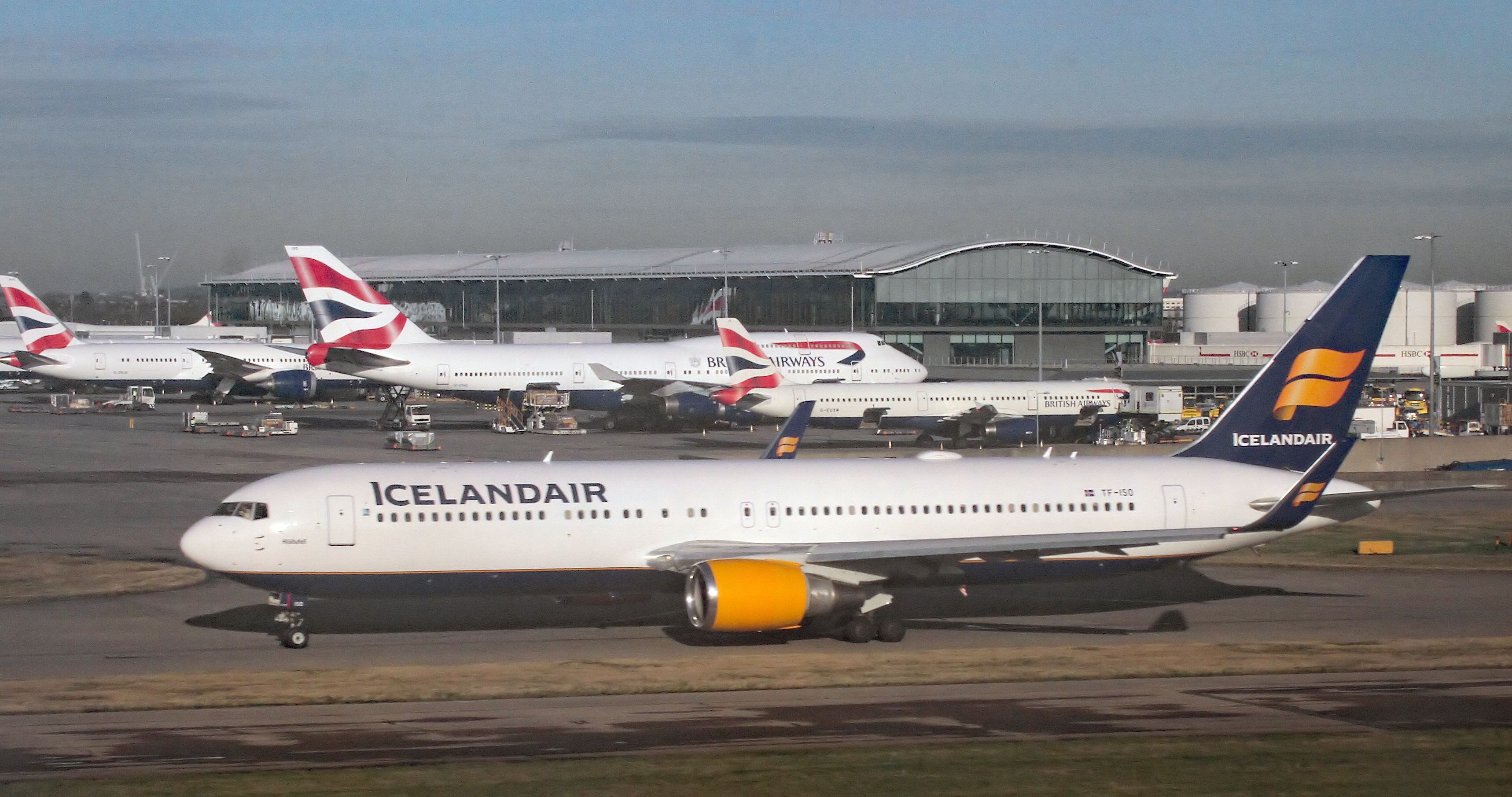
Icelandair Boeing 767-319(ER)

Авиакомпания Icelandair выполняет рейсы как внутри Исландии так и международные, соединяя Северную Америку и Европу через свой хаб в Рейкьявике.
В августе 2015 года авиакомпания летала по 20 направлениям в Европу, в том числе в Лондон, Париж, Копенгаген, Осло и Стокгольм, а также по 16 направлениям в Северную Америку.
На начало 2018 года авиакомпания выполняла более 24 рейсов в европейские города.
В 2022 году авиакомпания планирует совершать полёты по 49 направлениям.
Icelandair имеет соглашения о код-шеринге с некоторыми авиакомпаниями:
- Aeroflot
- Air Iceland Connect
- Alaska Airlines
- Finnair
- JetBlue
- Scandinavian Airlines
- TACV

## Флот
В июле 2021 года флот Icelandair состоял из 39 самолётов, средний возраст которых 19,3 лет:
В 2005 году авиакомпания объявила о заказе десяти самолётов Boeing 737-800 с опционами ещё на пять. Эти самолёты были построены, но после отказа Icelandair от них, были переданы в лизинг другим авиакомпаниям. В том же году Icelandair заказала два самолёта Boeing 787 Dreamliner. В 2006 году было объявлено о заказе ещё двух таких самолётов. В 2011 году авиакомпания отменила этот заказ.
13 февраля 2013 года Icelandair заказала шестнадцать новых самолётов Boeing 737 MAX с опционом ещё на восемь. Стоимость всех шестнадцати самолётов составила 1,6 миллиарда долларов США по каталожным ценам Boeing, но фактическая цена сделки не разглашалась. Девять самолётов будут 737 MAX8 в конфигурации на 153 мест, семь самолётов 737 MAX9 на 172 места. Согласно контракту, самолёты будут поставлены в 2018-2021 годах. Основной самолёт на данный момент в парке Icelandair, Boeing 757-200, вмещает 184 пассажира.

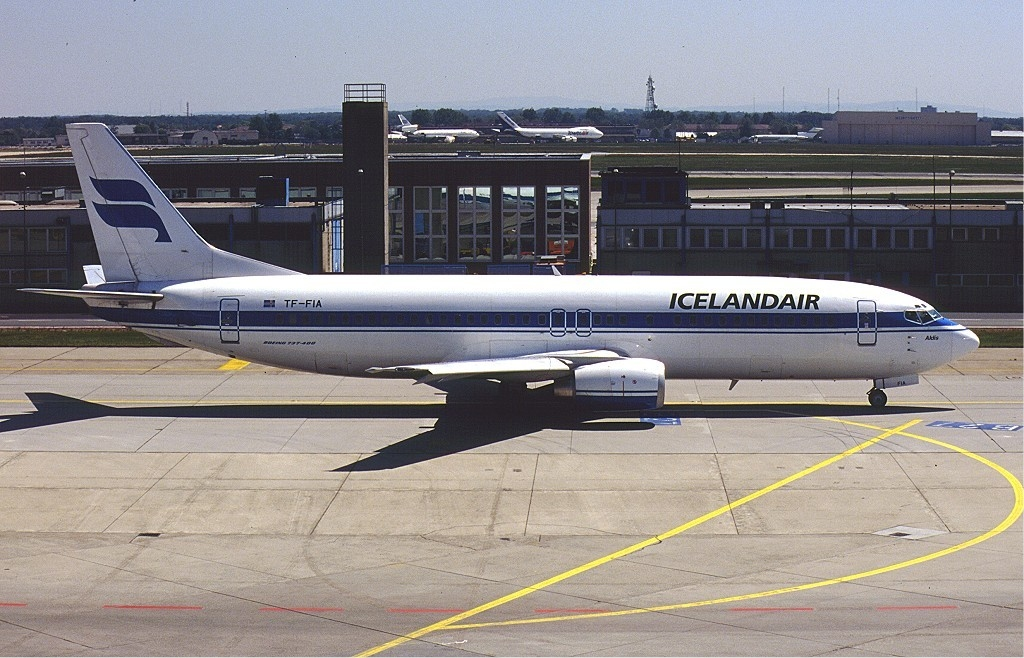
Icelandair Boeing 737-400

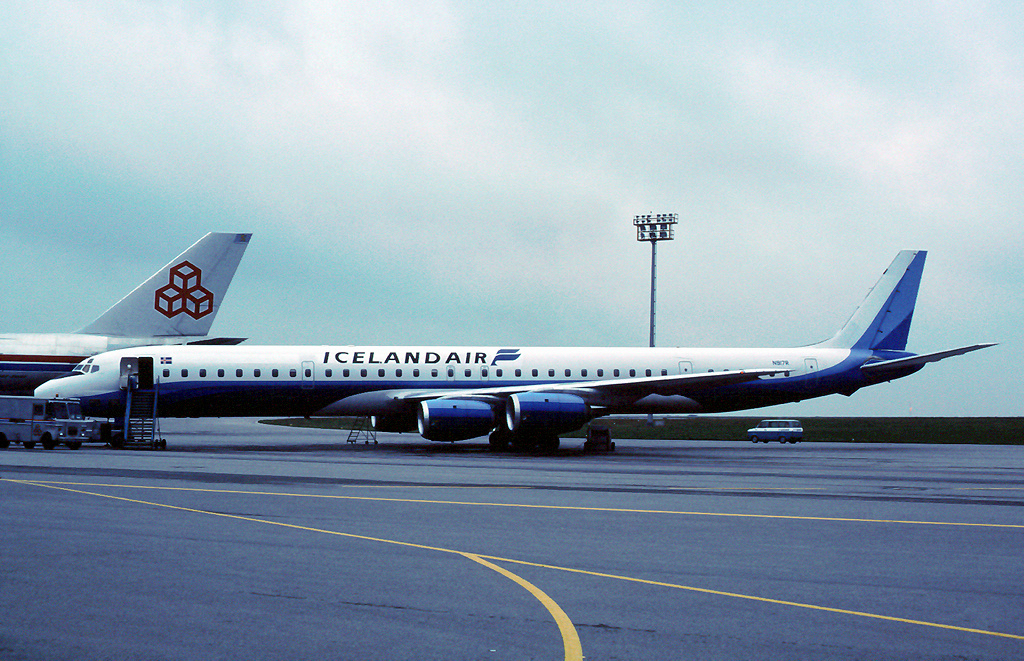
Icelandair DC-8

Ранее, авиакомпания Icelandair эксплуатировала следующие типы воздушных судов:
| Тип самолёта            | Начало эксплуатации | Конец эксплуатации |
| ----------------------- | ------------------- | ------------------ |
| Boeing 727 (-100, -200) | 1967                | 1990               |
| Boeing 737-300          | 1997                | 2004               |
| Boeing 737-400          | 1989                | 2001               |
| Boeing 747-100          | 1982                | 1982               |
| Canadair CL-44          | 1964                | 1970               |
| Douglas DC-3            | ?                   | 1970               |
| Douglas DC-4            | ?                   | 1958               |
| Douglas DC-6            | 1956                | 1972               |
| Douglas DC-8            | 1969                | 1990               |
| McDonnell Douglas DC-10 | 1970                | 1980               |
| Fokker F27 Friendship   | 1968                | 1992               |
| Fokker 50               | 1992                | 1997               |
| Vickers Viscount        | 1958                | 1970               |

## Icelandair Cargo
Icelandair Cargo дочерняя авиакомпания Icelandair. Flugfélag Íslands и Loftleiðir ещё до объединения использовали свои самолёты для перевозки грузов, и после образования Icelandair, в 1973 году в рамках авиакомпании была создано грузовое подразделение. После нескольких лет эксплуатации грузовых воздушных судов в составе Icelandair, в 2000 году было создано отдельное предприятие Icelandair Cargo. Авиакомпания использует багажные отделения пассажирских самолётов Icelandair, а также эксплуатирует два Boeing 757 грузовой версии.

### Флот

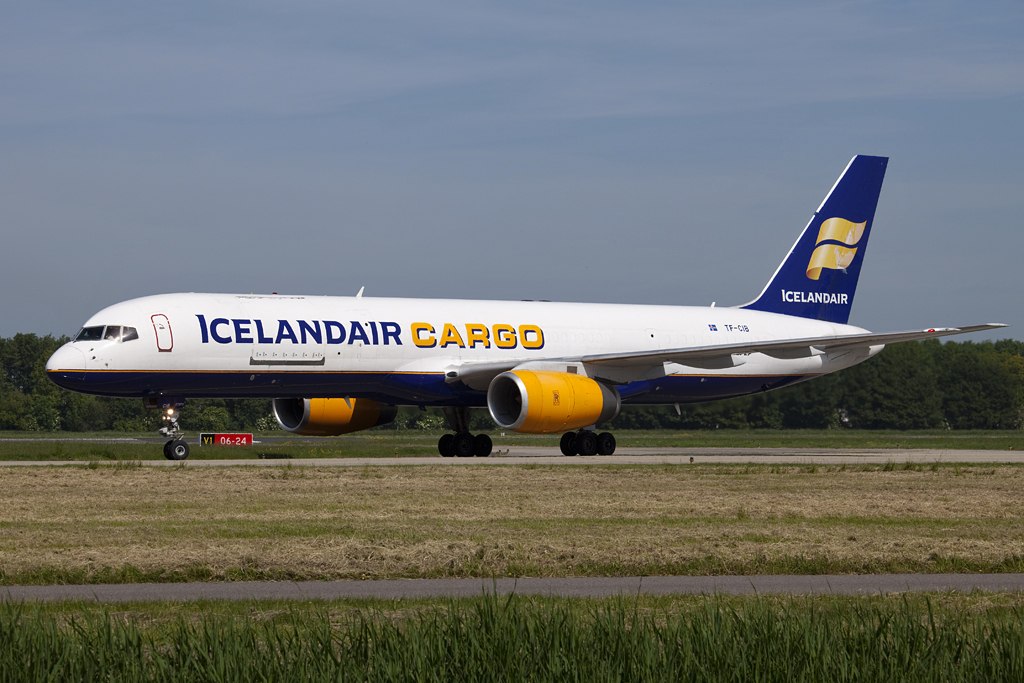
B757F Icelandair Cargo

Icelandair Cargo использует следующие самолёты:

## Экологическая политика
Icelandair соблюдает строгую экологическую политику в соответствии с образом страны, как нетронутой страны с чистым воздухом, водой, морем и природой в целом. Целью данной политики является минимизация общего негативного воздействия авиакомпании на окружающую среду. Это делается различными способами, от переработки бумаги в офисе компании до приглашения пассажиров к участию в посадке деревьев.

## Инциденты
- 29 мая 1947 года, авиакомпания Flugfélag Islands, самолёт Douglas DC-3 (бортовой номер TF-ISI), выполняющий регулярный рейс из Рейкьявика в Акюрейри, разбился около Hjedinsfjordur. Погибли 21 пассажир и 4 члена экипажа. На сегодняшний день, это авиакатастрофа остаётся самой крупной, произошедшей на территории Исландии.[101]
- 7 марта 1948 года, самолёт Avro Anson Mk5, принадлежащий авиакомпании Loftleiðir, при выполнении рейса с островов Вестманнаэйяр в Рейкьявик потерпел крушение в горах Skálafell. Погиб пилот и пять пассажиров на борту.[102]
- 31 января 1951 года, авиакомпания Flugfélag Islands, самолёт Douglas DC-3 (бортовой номер TF-ISG) при посадке в Рейкьявике при сильном снегопаде упал в море около города Хабнарфьордюр в 10 километрах от аэропорта. Рейс выполнялся с островов Вестманнаэйяр. Погибли 17 пассажиров и 3 члена экипажа.[103]
- 14 апреля 1963 года, самолёт Vickers Viscount (бортовой номер TF-ISU), авиакомпании Flugfélag Islands, разбился при подходе к аэропорту Осло/Форнебю. Все 12 человек на борту погибли.[104]
- 26 сентября 1970 года, авиакомпания Flugfélag Islands, самолёт Fokker F27 Friendship (бортовой номер TF-FIL)  при снижении врезался в гору недалеко от аэропорта Вагар, Фарерские острова. Рейс выполнялся из Бергена, Норвегия. Из 34 человек, находившихся на борту, 7 пассажиров и 1 член экипажа погибли.[105]
- 15 ноября 1978 года из-за сбоя передатчика в наземной системе посадки самолёт Douglas DC-8 (бортовой номер TF-FLA, рейс 001) промахнулся мимо взлётно-посадочной полосы при посадке в аэропорту Коломбо на Шри-Ланке. Погибли 183 человека, 79 выжили. Самолёт выполнял чартерный рейс из Джидды и перевозил мусульманских паломников, выполняющих хадж, из Южного Борнео.[106][107] Это крупнейшая авиакатастрофа в истории исландской авиации.
- 22 января 2002 года, экипаж Icelandair рейса 315, самолёт Boeing 757-200 (бортовой номер TF-FIO) с 75 пассажирами на борту, непреднамеренно выполнил серию экстремальных манёвров на низкой высоте при уходе на второй круг после нестабилизированного захода в аэропорт Осло/Гардермуэн, Норвегия. Во время инцидента самолёт подвергся воздействию перегрузки +3,59g, превышающей допустимые значения, на высоте всего 321 фут над землёй. Управление было восстановлено и второй заход на посадку был выполнен успешно.[108]